# Peter Joseph Valckenberg
Peter Joseph Valckenberg (* 2. Dezember 1764 in Eygelshoven (damals: Herzogtum Jülich, heute: Niederlande); † 21. Februar 1837 in Worms) war ein Weinhändler und von 1812 bis 1837 Bürgermeister von Worms.

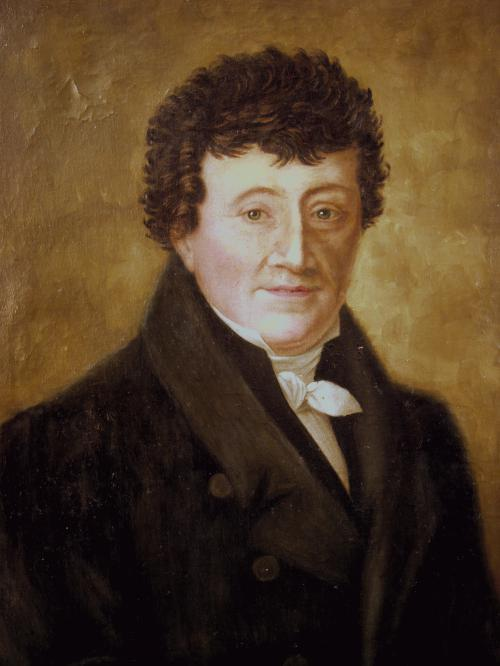
Peter Joseph Valckenberg, zeitgenössisches Gemälde

## Leben
Er war Sohn des römisch-katholischen Landwirts Petrus Valckenberg († 1804 in Wambach) und dessen Frau, Maria Catharina, geborene Janssen. Als Jugendlicher besuchte er das Gymnasium in Lüttich und begann anschließend eine kaufmännische Ausbildung.

### Kaufmann
Wohl 1784 kam er nach Worms. Welche Verbindung ihn dorthin führte, ist nicht bekannt. Er vertiefte hier seine kaufmännischen Kenntnisse im Handelshaus von Georg Friedrich Schuler. 1787 ersuchte er anlässlich seiner bevorstehenden Heirat um das Bürgerrecht von Worms und erhielt es auch. Vermutlich im gleichen Jahr gründete er ein Handelshaus (heute: P. J. Valckenberg GmbH), das sich zu seinem Lebensende hin auf den Weinhandel konzentrierte. Er wurde Mitglied der Krämerzunft. 1808 konnte er bei einer Versteigerung von Nationalgütern im Rahmen der Säkularisation die Weinberge um die Wormser Liebfrauenkirche erwerben, die zuvor dem Liebfrauenstift gehörten. Den hier angebauten Wein, die Liebfrauenmilch, konnte Valckenberg erfolgreich als Exportmarke aufbauen, insbesondere nach Großbritannien: Zu den Kunden des Handelshauses zählten schon vor 1850 unter anderem die Dukes of Northumberland und Norfolk, der Erzbischof von York und Charles Dickens. Im Jahr 1836, ein Jahr vor seinem Tod, besaß er ein Immobilienvermögen von 84.000 Gulden und sein Handlungsunternehmen erwirtschaftete einen Gewinn von 8.500 Gulden.

### Politiker
Erstmals 1792, nachdem französische Truppen Worms besetzt hatten und die Stadt zur Mainzer Republik gehörte, wurde Peter Joseph Valckenberg Mitglied im Jakobinerklub und im Stadtrat („Muncipalitätsrat“) von Worms. Das war insofern sensationell, als mit ihm erstmals seit der Reformation wieder ein Wormser römisch-katholischer Konfession zum Stadtrat gehörte. Er blieb im Amt, als die Preußen Worms zurückeroberten, bat allerdings 1793 mit der Begründung um seine Entlassung, dass er mehr Zeit für sein Unternehmen haben müsse. 1798 wurde Worms Teil Frankreichs. Ab 1806 gehörte er wieder dem Stadtrat an und wurde 1812 dessen Vorsitzender und damit Bürgermeister (Maire) von Worms. Dieses Amt sollte er für die nächsten 25 Jahre, unter allen wechselnden politischen Regimen, bis zu seinem Tod behalten: Nach dem Ende der französischen Herrschaft, wurde er von der bayerisch-österreichischen Interims-Verwaltung mit der Aufgabe betraut, ebenso 1816 durch die nun endgültig großherzoglich-hessische Verwaltung, nun mit dem Titel „Oberbürgermeister“. Nachdem im Großherzogtum Hessen mit der Gemeindeordnung von 1821 der Ernennung des Bürgermeisters durch die Regierung eine Wahl voranging, stellte Valckenberg sich im September 1822 dieser, die er deutlich gewann. Als er bei der Wahl 1831 nur Zweitplatzierter wurde, ernannte die Regierung ihn gleichwohl. Valckenberg starb 1837 im Amt.

## Familie

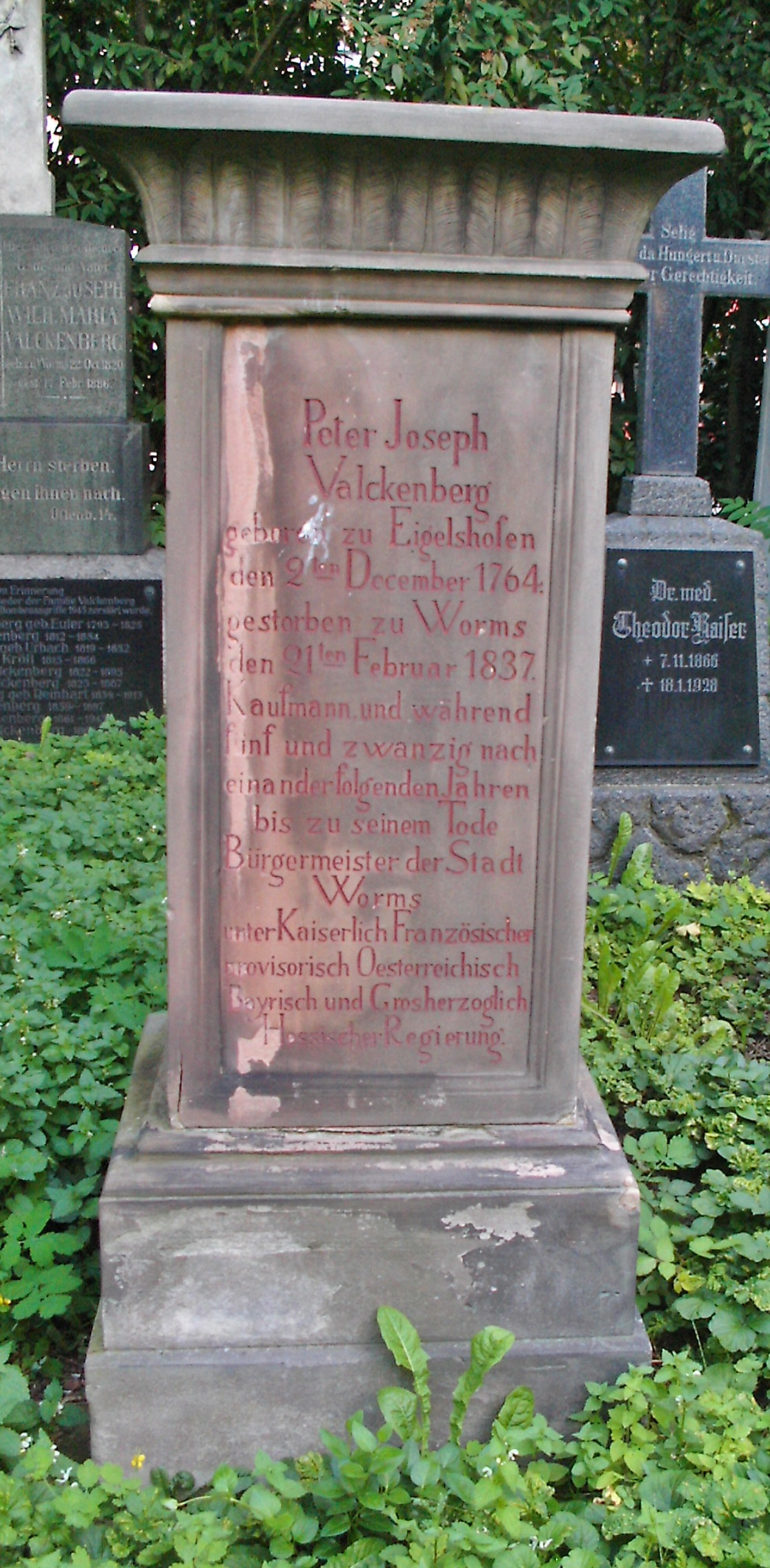
Grabstein von Peter Joseph Valckenberg, alter Friedhof, heute Albert-Schulte-Park, Worms

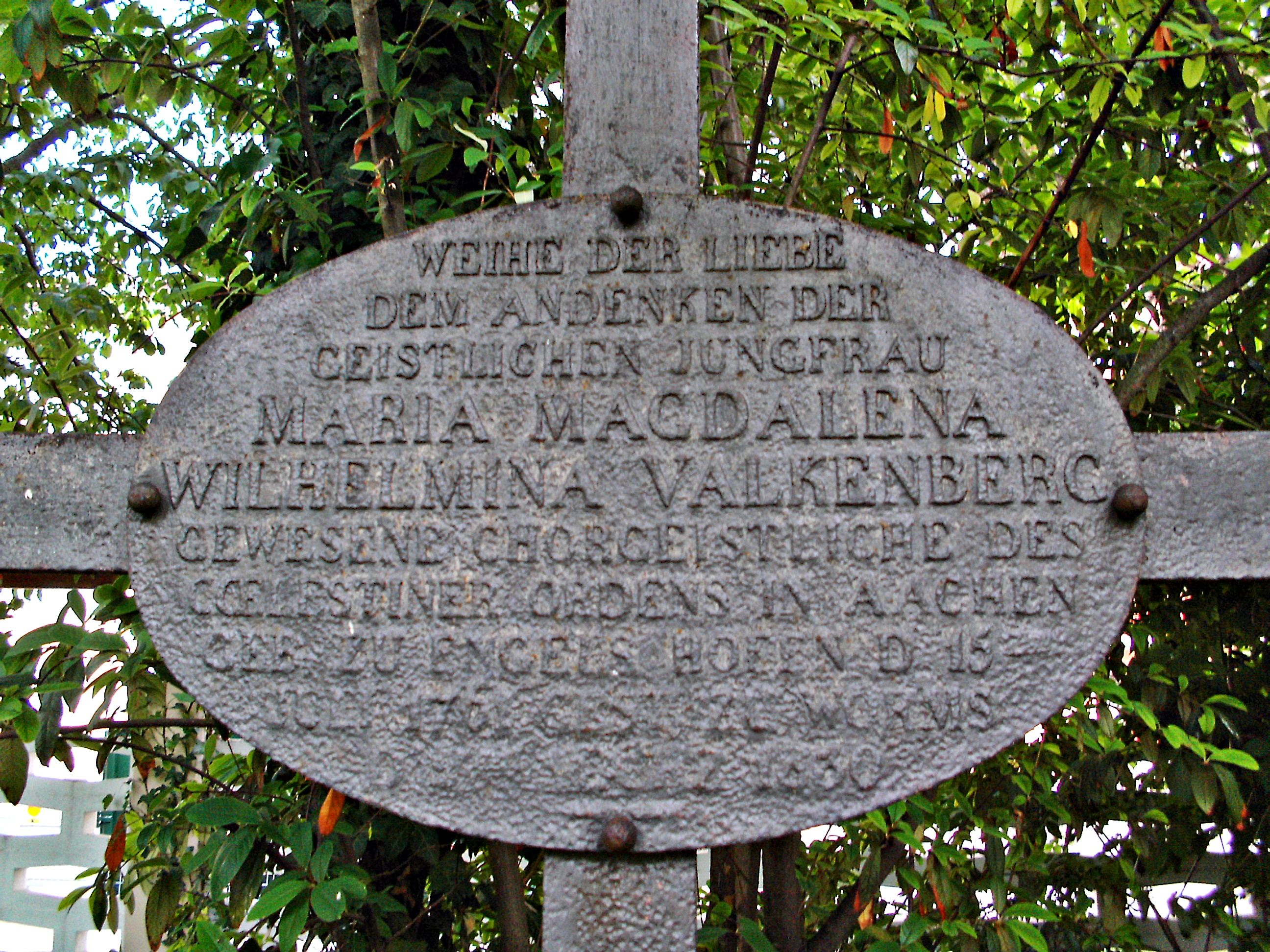
Grabinschrift der Schwester Maria Magdalena Wilhelmina Valckenberg (1761–1830)

Peter Joseph Valckenberg heiratete am 12. Juni 1787 in der Andreaskirche in Worms die ebenfalls römisch-katholische Juliane Margarethe, geborene Vierling (* 26. Februar 1767 in Worms; † 3. Februar 1844 ebenda), die Tochter des Sattlers und Postoffizials in Worms, Peter Friedrich Vierling (1724–1770), und dessen Ehefrau, Maria Cäcilie (Helene), geborene Arweiler aus Köln. Aus der Ehe gingen acht Kinder hervor, von denen vier das Erwachsenenalter erreichten:
- Friedrich Valckenberg (1788–1841), Weinhändler, Chef der Firma „Peter Joseph Valckenberg“ zu Worms
- Wilhelm Joseph Valckenberg (1790–1847), Weinhändler, Abgeordneter
- Maria Katharina Urbach (1794–1819), verheiratet am 14. Mai 1812 in Worms mit Caspar Joseph Urbach (1777–1838), Kaufmann in Köln
- Juliane Marianne Stelzmann (* 1801), verheiratet am 8. Juni 1824 in Worms mit Johann Michael Eberhard Stelzmann (1801–1870), Kaufmann aus Düsseldorf

Seine älteren Schwestern Maria Sophia Josephina (1758–1844) und Maria Magdalena Wilhelmina (1761–1830) waren Cölestinerinnen in Aachen. Letztere zog nach der Aufhebung ihres Klosters (1802) zum Bruder nach Worms. Bei seinem Grab ist auch ihr eisernes Grabkreuz erhalten.

## Ehrungen
Nach Valckenberg wurde die Valckenbergstraße in Worms benannt.